# Afroarctia leopoldi
Afroarctia leopoldi är en fjärilsart som beskrevs av Debauche 1942. Afroarctia leopoldi ingår i släktet Afroarctia och familjen björnspinnare. Inga underarter finns listade i Catalogue of Life.